# Vem spökar, Alfons Åberg?
Vem spökar, Alfons Åberg? är en bok skriven av Gunilla Bergström, och utgiven 1983.
En animerad filmatisering premiärvisades i SVT2 den 15 januari 1982.

## Handling
Ibland när det börjar mörkna glömmer Alfons Åberg bort att spöken inte finns. Hans pappa lär honom en ramsa.
| ” | Stick du stygga spöke, för du finns ju inte! | „ |

Pappa skickar Alfons att hämta cykelpumpen i källaren. På vägen upp till lägenheten igen slocknar lampan i trappuppgången, och Alfons når inte upp till lyseknappen. När han kommer in i lägenheten är det mörkt, och han går genom vardagsrummet. Balkongdörren står öppen, och han tror ett spöke finns där. Han stänger dörren, och når fram till pappan i nästa rum.
Alfons skojar sedan, och påstår sedan att det finns fullt av spöken som sitter fast trots ramsan – tvätten ute på balkongen.

### Fotnoter
1. ↑  ”Vem spökar, Alfons Åberg”. Worldcat. 26 februari 1983. https://www.worldcat.org/title/vem-spokar-alfons-aberg/oclc/17125010&referer=brief_results. Läst 15 januari 2015.
2. ↑  ”Vem spökar, Alfons Åberg?”. Svensk mediedatabas. 15 januari 1982. http://smdb.kb.se/catalog/id/001695774. Läst 31 augusti 2012.